# East of Havana
East of Havana ist ein US-amerikanischer Dokumentarfilm aus dem Jahr 2006, der unter anderem von Charlize Theron produziert wurde. Regie führten Emilia Menocal und Jauretsi Saizarbitoria, die auch das Drehbuch schrieben.

## Handlung
Der Film zeigt das Leben der drei auf Kuba lebenden, befreundeten Rapper: Magyori, Mikki und Soandry. Sie treten als Musikgruppe El Cartel auf. Die Freunde bereiten sich auf das landesweite Hip-Hop-Festival im Jahr 2004 vor.
Magyori, dessen Mutter eine Prostituierte ist, erzählt darüber, wie schwierig das Überleben ist. Mikki zeigt den Filmautoren seine veraltete Stereoanlage. Der ältere Bruder von Soandry ist in die Vereinigten Staaten geflohen. Soandry beklagt die Marginalisierung des politisch orientierten Raps in den USA in den 1990er Jahren.

## Kritiken
Robert Koehler schrieb in der Zeitschrift Variety vom 25. Juli 2006, der Film biete eine Metapher über künstlerische Freiheit. Er sollte deutliche Spuren im Kino- und Videoverleih hinterlassen. Die Kameraarbeit entspreche eher der künstlerischen Vision des Kameramanns als einem echten Dokumentarfilm.
Michael Ordoña schrieb in der Los Angeles Times vom 9. März 2007, der Film biete einen seltenen Blick auf das kubanische Alltagsleben.
Matt Zoller Seitz bezeichnete den Film in der New York Times vom 1. Februar 2007 als eine „Offenbarung“.

## Hintergründe
Der Film wurde in Havanna gedreht. Seine Weltpremiere fand am 14. März 2006 auf dem South by Southwest Film Festival statt. Am 2. Februar 2007 kam er in die ausgewählten Kinos der USA. Am 18. Mai 2007 wurde er auf dem Monaco Charity Film Festival vorgeführt.